# Pestfriedhof Nürnberg
Der Pestfriedhof Nürnberg ist die größte Begräbnisstätte für Pesttote in Deutschland.

## Geschichte
Nürnberg wurde 1505, 1508, 1522, 1562, 1585 und 1632 bis 1634 von Pestepidemien heimgesucht. Der Nürnberger Pestfriedhof wurde während der Epidemie von 1632 bis 1634 angelegt, dieses konnte durch den Fund von zwei 12 Kreuzer Münzen mit dem Prägedatum 1619 und 1622 sowie dem Bau des darüber liegenden Hauses ab 1634 verifiziert werden. Während der Epidemie 1632/1633 sind in Nürnberg 15.661 Menschen umgekommen. Auf dem Pestfriedhof sollen davon bis zu 3.000 bestattet worden sein.

## Entdeckung
Die Massengräber wurden bei der Sondierung des Geländes einer ehemaligen Kupfermühle zum Bau eines Altenheimes entdeckt.

## Lage
Der Pestfriedhof besteht aus acht Massengräbern und lieg im Nürnberger Stadtteil St. Johannis in der Nähe des St. Johannisfriedhof. Die Fläche des Pestfriedhofes beträgt etwa 6000 m².